# Salitral de Carrera
Salitral de Carrera är en ort i Mexiko.   Den ligger i kommunen Villa de Ramos och delstaten San Luis Potosí, i den centrala delen av landet, 500 km nordväst om huvudstaden Mexico City. Salitral de Carrera ligger 2 039 meter över havet och antalet invånare är 3 669.
Terrängen runt Salitral de Carrera är en högslätt. Runt Salitral de Carrera är det glesbefolkat, med 15 invånare per kvadratkilometer. Närmaste större samhälle är Los Zacatones, 10,9 km norr om Salitral de Carrera. Omgivningarna runt Salitral de Carrera är i huvudsak ett öppet busklandskap.